# Jixin (köpinghuvudort i Kina, Hunan Sheng, lat 28,11, long 109,61)
Jixin (kinesiska: 吉信, 吉信镇) är en köpinghuvudort i Kina. Den ligger i provinsen Hunan, i den södra delen av landet, omkring 330 kilometer väster om provinshuvudstaden Changsha. Antalet invånare är 20 299. Befolkningen består av 9 792 kvinnor och 10 507 män. Barn under 15 år utgör 19,0 %, vuxna 15-64 år 70 %, och äldre över 65 år 9,0 %.
Runt Jixin är det ganska tätbefolkat, med 199 invånare per kvadratkilometer. Närmaste större samhälle är Fenghuang, 19,1 km söder om Jixin. I omgivningarna runt Jixin växer huvudsakligen savannskog.
Genomsnittlig årsnederbörd är 1 848 millimeter. Den regnigaste månaden är maj, med i genomsnitt 327 mm nederbörd, och den torraste är januari, med 41 mm nederbörd.